# 克勞德·瓊斯級護航驅逐艦
克勞德·瓊斯級護航驅逐艦是一款於1950年代末期投入美國海軍服役的遠洋護航驅逐艦。
克勞德·瓊斯級為迪利級的閹割版，不只將動力系統改為柴油動力，並且在火力與動力方面都有所減少。然而，由於該艦為海軍為降低成本而建造的「閹割」版本，因此整體作戰能力相較於前級不升反降，尤其是反潛作戰的能力。因此在服役僅10多年後，美國海軍就將其全部退役，並且出售給印尼海軍。

## 發展
克勞德·瓊斯級是依據SCB 131計畫設計的經濟型反潛護航驅逐艦，主要的特點是便宜以及建造快速，能大規模部署在所需區域。該級的上層建築採用鋁，前方有三腳桅杆，中後部則是單桅杆和兩部煙囪。為符合成本效益，該艦採用單軸柴油動力系統，並使用4具費爾班克斯-莫爾斯38ND8柴油引擎。

克勞德·瓊斯級原先採用兩門3吋50倍徑火炮，其中火砲配有封閉式盾罩，後部則為開放式盾罩。反潛武器則包括兩具向前發射的刺猬反潛迫擊炮、兩組固定式Mk 32型水面船艦魚雷管，以及一具艦艉投擲式深水炸彈軌道。而後在升級中，固定式魚雷發射管改成兩組三聯裝魚雷發射管。1961年，查爾斯·貝瑞號和麥克莫里斯號加裝了挪威設計的Terne III反潛火箭深水炸彈系統。

### 退役與轉售
由於該級為低成本製造的閹割版本，因此性能不佳，甚至到堪憂的地步。因此該艦只製造4艘，並且在服役僅15年左右就與其前級迪利級一同於1970年代中期並出售至印尼海軍。而後該級被布朗斯坦級、賈西亞級和布魯克級所取代。

## 同級艦
| Claud Jones class |         |                |            |            |            |            |                                                                   |
| 艦名              | 舷號    | 造船廠         | 置放龍骨   | 下水       | 服役       | 退役       | 命運                                                              |
| 克勞德·瓊斯號     | DE-1033 | 埃文代爾造船廠 | 1957-06-01 | 1958-05-27 | 1958-11-16 | 1974-12-16 | 出售至印尼海軍並改名為蒙京西迪號（343），後於2003年1月退役        |
| 約翰·R·佩里號     | DE-1034 | 埃文代爾造船廠 | 1957-10-01 | 1958-07-29 | 1959-01-12 | 1973-02-20 | 出售至印尼海軍並改名為薩瑪迪昆號（341），後於2003年退役           |
| 查爾斯·貝瑞號     | DE-1035 | 埃文代爾造船廠 | 1957-09-03 | 1959-03-17 | 1960-11-25 | 1974-01-31 | 出售至印尼海軍並改名為瑪爾塔迪納塔號（342），後於2005年9月8日退役 |
| 麥克莫里斯號      | DE-1036 | 埃文代爾造船廠 | 1957-10-01 | 1959-05-26 | 1960-03-04 | 1974-12-16 | 出售至印尼海軍並改名為伍拉·賴號（344），後於2003年1月2日退役      |

## 補充
1. ↑  後於升級中移除
2. ↑  致敬曾榮獲榮譽勳章的克勞德·阿什頓·瓊斯（英语：Claud Ashton Jones）少將
3. ↑  致敬印度尼西亞民族革命的民族鬥士羅伯特·沃爾特·蒙京西迪（英语：Robert Wolter Mongisidi）
4. ↑  致敬約翰·R·佩里（英语：John R. Perry (admiral)）少將
5. ↑  致敬井裡汶海戰役的唯一犧牲者薩瑪迪昆（Samadikun）中尉
6. ↑  致敬在二戰中犧牲並榮獲榮譽勳章的海軍陸戰隊成員查爾斯·J·貝瑞（英语：Charles J. Berry）下士
7. ↑  致敬印尼海軍的艾迪·瑪爾塔迪納塔（英语：Eddy Martadinata）上將
8. ↑  致敬科曼多爾群島海戰的指揮官查理斯·麥克莫里斯（英语：Charles McMorris）中將
9. ↑  致敬印尼的民族英雄伊·古斯蒂·伍拉·賴

## 外部連結
- Claud Jones-class ocean escorts at Destroyer History Foundation
- List of Claude Jones class Destroyer Escorts